# Andranomangatsiaka
Andranomangatsiaka est une commune rurale malgache située dans la partie centre de la région d'Atsimo-Andrefana.et relève du district de Betioky-Sud.

## Économie
70 % des habitants de la commune sont des agriculteurs, tandis que 25 % vivent de l'élevage. Ils cultivent surtout le riz. La canne à sucre, le manioc et la patate douce y sont aussi cultivés.